# Primo circolare
Un primo circolare è un numero primo tale che qualsiasi rotazione delle cifre genera un altro numero primo.
L'esempio classico è il numero 1193: i numeri 1193, 1931, 9311 e 3119 sono tutti primi.
Com'è facile notare, i primi circolari sono composti soltanto da cifre 1, 3, 7, 9: tutte le cifre pari devono essere escluse onde evitare di generare un numero pari, così come il 5, che in ultima posizione rende il numero divisibile per 5.
Qualsiasi primo repunit è anche un primo circolare; ad eccezione di questi ultimi, i primi circolari sono estremamente rari: finora non ne è stato scoperto nessuno di lunghezza maggiore di 14 cifre. In particolare, con l'aiuto dei computer è stato dimostrato da Walter Schneider che non esistono primi circolari di lunghezza compresa tra 17 e 19 cifre, estremi inclusi.
Un tipo di primo correlato ai primi circolari è quello dei primi permutabili, un sottoinsieme dei primi circolari (un primo permutabile è sempre circolare, ma non è sempre vero il contrario).